# 獨立台灣會

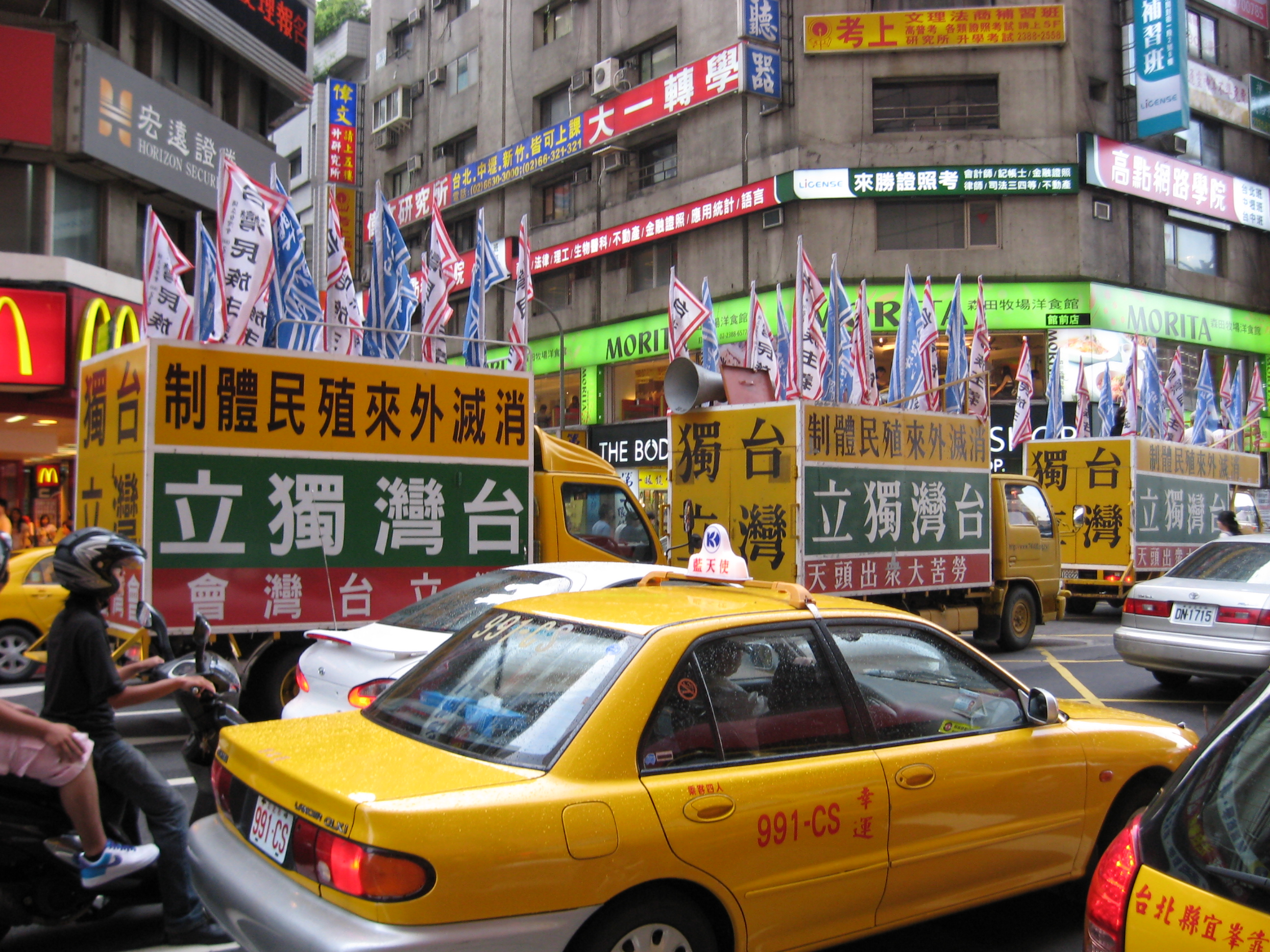
行駛在臺北市館前路上的獨臺會宣傳車隊（攝於2007年）

獨立臺灣會（英語：Taiwan Independence Association，簡稱獨臺會或 TIA）臺灣獨立運動團體之一，由史明在1967年6月30日於日本東京創立。除主張臺灣民族主義、堅持臺灣獨立建國外，也是臺獨運動中少見的左派路線團體，強調社會主義。

## 簡介
獨立台灣會的思想宗旨為臺灣民族主義，強調「台灣獨立就是台灣人出頭天作主人」，要求「打倒中華民國政權、消滅外來殖民體制」。獨立台灣會與其他台灣獨立運動團體最大的不同在於，獨立台灣會一向強調大眾參與的重要，「大眾是改革的原動力，建國的主力軍」。而前後參與獨立台灣會訓練的台灣獨立運動者即有800餘人。獨立台灣會成立之初，強調以革命鬥爭的路線，推翻統治台灣的中華民國（國民黨政府）。
獨立臺灣會雖然成立於海外，但是認為台灣獨立的主戰場在島內，所以多次派員返回台灣進行工作。也因此，獨立台灣會一共有4人「為從事革命工作慷慨捐軀」（鄭評等人），有81人因此而坐牢。而且獨立台灣會在台灣有不可輕忽的動員力，1991年5月，法務部調查局逮捕閱讀史明著作的國立清華大學學生廖偉程、王秀惠、林銀福、陳正然等4人，引發台灣島內的抗爭，而且從5月15日起要求釋放廖偉程等4人的大量抗議群眾進入臺北車站進行長達14日的抗爭，是為獨立臺灣會案。
獨立臺灣會案發生時，台灣支持台獨的民意算是少數，但是當時多數台灣人已經有言論自由（及住民自決）觀念，認定以國家暴力反對台獨違反憲法。
由於台灣情勢的變化，1993年史明將獨立台灣會總部由東京遷回台北，之後相繼於高雄、嘉義、台中、台東、新竹等地成立聯絡處；獨立台灣會除了曾設立「台灣大眾廣播電台」之外，目前於每週六、日都會以宣傳車隊方式進行台灣獨立的宣傳活動，曾有二十三部宣傳車同時繞行於台北街頭。獨立臺灣會回到台灣之後，在政治主張方面，相對和緩，民族資本家及中小企業家等，皆成為其運動與爭取的對象。目前獨立台灣會持續「宣揚臺灣民族主義」、「勞苦大眾出頭天」的理念，除明白主張「臺灣是中國一部分」的說法係虛構之外，並強調應儘早推翻中華民國的「殖民體制與特權」，同時達成建立自由民主且人人平等的臺灣共和國家。

## 重大歷史事件參與
- 保釣運動爆發以後，獨立台灣會在1971年4月25日發表「致釣魚台行動委員會的一封公開信」，聲明釣魚台及其附近海域是台灣的領土、領海。其理念有別於其他親中華人民共和國與中華民國的民間保釣團體[2]；同年7月14日再發表「第二次釣魚台列島聲明」，反對美國、日本政府在「沖繩島返還協定」中將釣魚台列島歸入日本領土[2]。

## 和「獨立臺灣會」相關的文獻
（按照作者姓氏漢語拼音順序排列）
- 陳菊，1993年(民國82年)，〈永遠與勞動者站在一起：老而彌堅的史明前輩〉，見陳菊，《黑牢嫁妝：一個台灣女子的愛與戰鬥》，頁87-90。台北：月旦。
- 黃英哲，1991年(民國80年)，〈堅持信仰、貫徹行動，繼續與國民黨戰鬥：《台灣人四百年史》作者史明〉，見黃英哲，《扶桑書劍記》，頁25-32。 台北：前衛。
- 林哲台，1982年(民國71年)，〈台灣民族問題討論之一：民族的形成發展與民族意識的覺醒〉。《台獨季刊》 1：59-64。
- 史明，1982年(民國71年)，〈台灣民族主義〉。《台獨季刊》 1：49-56。
- 史明，1999年(民國88年)，《中共的「台灣政策」：中華思想與統戰策略》，獨立台灣會編著。台北：草根文化。
- 吳明時，1998年(民國87年)，《邊緣台獨的「構框」與運動參與》。國立政治大學社會學研究所碩士論文。
- 葉博文主編，2001，《荒野孤燈：史明》。台北：史明教育基金會。
- 張夢和，1992，《電視新聞意識形態之分析：以「獨立台灣會」案之報導為例》。輔仁大學大眾傳播研究所碩士論文。
- 史明/著，《台灣民族主義與台灣獨立革命》，前衛出版社，2001年初版。
- 史明口述史訪談小組/著，《史明口述史(一)：穿越紅潮》，行人文化實驗室，2013年1月初版。
- 史明口述史訪談小組/著，《史明口述史(二)：橫過山刀》，行人文化實驗室，2013年1月初版。
- 史明口述史訪談小組/著，《史明口述史(三)：陸上行舟》，行人文化實驗室，2013年1月初版。

## 外部連結
- 獨立台灣會官方網站：永遠的革命者：史明與獨立台灣會